# Джимми иль Феномено
Джимми иль Феномено (итал. Jimmy il Fenomeno, настоящее имя Луиджи Оригене Соффрано итал. Luigi Origene Soffrano; 22 апреля 1932, Лучера, Италия — 7 августа 2018) — итальянский киноактер.

## Биография
Родился 22 апреля 1932 года в Лучери, Италия. Настоящее имя и фамилия — Луиджи Оригене Соффрано.
Один из самых популярных острохарактерных и комедийных актеров Италии. Джимми ил Феномено никогда не играл главных ролей, но его появление в кадре всегда вызывала улыбку зрителей. Очень выразительное лицо, уморительная мимика, косоглазие, яркий диалект, эксцентричная манера игры, заразительный смех, буффонада и гротеск — составляющие артистического успеха Джимми ил Феномено.
Дебют актера состоялся в фильме режиссера Туре Василе «Gambe d'oro» (1958). Исполнил роли в 116 фильмах (в том числе в эротической комедии Без греха не вытащишь и рыбку из пруда? 1979 года). На съемочной площадке играл с популярными итальянскими комиками — Тото, Альдо Фабрици, Альберто Сорди, Адриано Челентано, Паоло Вилладжо. Снимался на телевидении.
Много десятилетий Джимми ил Феномено был талисманом футбольных команд Италии, его обожали и болельщики, и футболисты.
В середине 1990-х годов переехал из Рима в Милан. 
У актера были проблемы с опорно-двигательным аппаратом, с 2003 года Джимми ил Феномено жил в одном из домов для престарелых Милана.
Скончался на 87-ом году 6 августа 2018 года. 
Последнее появление на экране в короткометражке «Jimmy ei suoi Fenomeni».